# Juan Cristián de Schleswig-Holstein-Sonderburg
Juan Cristián de Schleswig-Holstein-Sonderburg (Beck, 26 de abril de 1607-Sonderburg, 30 de junio de 1653) fue Duque de Schleswig-Holstein-Sonderburg de 1627 a 1653.

## Biografía
Juan Cristián era el hijo mayor del Duque Alejandro de Schleswig-Holstein-Sonderburg y Dorotea de Schwarzburg. Juan sucedió a su padre como duque de Sonderburg. En 1634, del hecho de su matrimonio, obtiene el castillo de Franzhagen en las cercanías de Schulendorf en el ducado de Sajonia-Lauenburgo.

## Descendencia
Juan Cristián contrajo matrimonio el 4 de noviembre de 1634 con Ana (18 de marzo de 1605 - 12 de diciembre de 1688), hija del Conde Antonio II de Oldenburgo-Delmenhorst. La pareja tuvo los siguientes hijos: 
- Cristián Adolfo de Schleswig-Holstein-Sonderburg-Franzhagen (1641-1702)
- Dorotea Augusta (Sonderburg, 30 de septiembre de 1636 - Vöhl, 18 de septiembre de 1662; enterrada en la iglesia de Darmstadt), desposó en Sonderburg el 5 de marzo de 1661 con el Landgrave Jorge III de Hesse-Itter (m. 19 de julio de 1676).
- Cristiana Isabel (Sonderburg, 23 de junio de 1638 - Weimar, 7 de junio de 1679; enterrada en Weimar); desposó en Weimar el 14 de agosto de 1656 con el duque Juan Ernesto II de Sajonia-Weimar (m. 15 de mayo de 1683).
- Juan Federico (26 de diciembre de 1639 - Gottorp, 19 de febrero de 1649)